# Australia en los Juegos Paralímpicos de Vancouver 2010
Australia estuvo representada en los Juegos Paralímpicos de Vancouver 2010 por once deportistas, nueve hombres y dos mujeres.

## Medallistas
El equipo paralímpico australiano obtuvo las siguientes medallas:
| Nombre                 | Deporte      | Evento                               |
| ---------------------- | ------------ | ------------------------------------ |
| Oro                    |              |                                      |
| —                      |              |                                      |
| Plata                  |              |                                      |
| Marty Mayberry         | Esquí alpino | Descenso de pie amsculino            |
| Bronce                 |              |                                      |
| Jessica Gallagher      | Esquí alpino | Eslalon discapacidad visual femenino |
| Cameron Rahles-Rahbula | Esquí alpino | Eslalon de pie amsculino             |
| Cameron Rahles-Rahbula | Esquí alpino | Supercombinada de pie amsculino      |